# Опочно (Чехия)
Опочно (чеш. Opočno, нем. Opotschno) — город в Чехии в районе Рихнов-над-Кнежноу Краловеградецкого края.
Расположен в восточной части исторической области Богемия в 21 км к северо-востоку от г. Градец-Кралове.

## История
Поселение на месте Опочно существовало ещё в конце бронзового века. Первое письменное упоминание встречается в Чешской хронике Козьмы Пражского под 1068 годом.
Статус города получил в XV веке. В 1471 году король Чехии и Венгрии Владислав II Ягеллон даровал городу Опочно герб.
17 июня 1813 года замок Опочно посетил российский император Александр I. Здесь он встречался с австрийским дипломатом князем Меттернихом, с которым обсуждал политическое переустройство Европы после Наполеоновских войн и пытался убедить его отказаться от австрийский претензий на Иллирийские провинции на Балканах.
Последними владельцами замка были представители княжеского и графского рода Коллоредо-Мансфельды. Во время Второй мировой войны, в 1942 году, собственность семьи Коллоредо-Мандсфельд, включая замок в Опочно, была конфискована нацистами. До сегодняшнего дня требования о реституции семьи Коллоредо-Мандсфельд замка в Опочно окончательно не решён.

## Достопримечательности
- Главная достопримечательность Опочно — замок эпохи Возрождения и барокко, окружённый английским парком, в котором в открытых вольерах живут лани и муфлоны.

В Опочно есть три церкви.
- Приходская церковь Святой Троицы
- Костёл Рождества бывшего монастыря капуцинов 1673 года — Памятник культуры Чехии
- Часовня Девы Марии 1810 года на старом кладбище, которая ныне служит в качестве концертного зала — Памятник культуры Чехии
- Марианская колона (Чумовой столп) на центральной площади

## Население
| Год  | Численность | Численность |
| ---- | ----------- | ----------- |
| 1869 | 2355        | [ 6 ]       |
| 1880 | 2658        | [ 6 ]       |
| 1890 | 2711        | [ 6 ]       |
| 1900 | 2799        | [ 6 ]       |
| 1910 | 3070        | [ 6 ]       |
| 1921 | 3057        | [ 6 ]       |
| 1930 | 2869        | [ 6 ]       |
| 1950 | 2874        | [ 6 ]       |
| 1961 | 3003        | [ 6 ]       |
| 1970 | 3183        | [ 6 ]       |
| 1980 | 3403        | [ 6 ]       |
| 1991 | 3309        | [ 6 ]       |
| 2001 | 3138        | [ 6 ]       |
| 2014 | 3128        | [ 7 ]       |
| 2016 | 3118        | [ 8 ]       |
| 2017 | 3128        | [ 9 ]       |
| 2018 | 3107        | [ 10 ]      |
| 2019 | 3136        | [ 11 ]      |
| 2020 | 3107        | [ 12 ]      |
| 2021 | 3094        | [ 13 ]      |
| 2022 | 3053        | [ 14 ]      |
| 2023 | 3123        | [ 15 ]      |
| 2024 | 3140        | [ 3 ]       |

## Города-побратимы
- Опочно, Польша
- Гитен, Нидерланды
- Пюто, Франция